# 한국곤충학회
한국곤충학회(The Entomological Society of Korea)는 곤충학의 기초와 응용에 관한 학술 활동 및 보급을 통하여 과학과 기술의 발전에 이바지하고 인류의 복지 증진에 기여함을 목적으로 2005년 12월 28일 설립허가된 대한민국 미래창조과학부 소관의 사단법인이다. 사무실은 대한민국 서울특별시 성북구 안암동 5가 1번지 고려대학교 부설 한국곤충연구소에 있다.